# Moryké Fofana
Moryké Fofana (Bassam, 23 novembre 1991) è un calciatore ivoriano, attaccante dell'Iğdır.

## Carriera

### Club
Nel mese di agosto 2012, Fofana si è aggregato ai norvegesi del Lillestrøm per sostenere un provino. Il 30 agosto successivo ha firmato ufficialmente per il Lillestrøm, legandosi al nuovo club con un contratto valido per i successivi tre anni e mezzo: ha scelto di vestire la maglia numero 21. Per bocca di Torgeir Bjarmann, dirigente del club, gli obiettivi di Fofana nella restante parte di stagione sarebbero stati quello di cominciare ad imparare la lingua locale ed iniziare ad inserirsi nella società norvegese. Ha esordito nell'Eliteserien il 7 ottobre 2012, subentrando a Mathis Bolly nella sconfitta per 1-0 maturata sul campo del Sogndal. Ha disputato 2 partite nella massima divisione, nel corso di quella porzione di stagione.
Il 19 giugno 2013 ha segnato la prima rete con questa casacca, nella vittoria per 2-0 contro il Bryne, sfida valida per il quarto turno del Norgesmesterskapet. Il 1º maggio 2014 è arrivata invece la prima marcatura in Eliteserien, rete con cui Fofana ha contribuito al successo per 1-2 sul campo del Bodø/Glimt. Il 18 luglio 2015, il Lillestrøm ha comunicato sul proprio sito internet d'aver trovato un'intesa per il trasferimento di Fofana ai francesi del Lorient, accordo soggetto alla negoziazione dei termini personali del contratto tra il giocatore ed il nuovo club, oltre che al buon esito delle visite mediche di rito. Fofana si è congedato dal Lillestrøm con 85 presenze e 18 reti tra tutte le competizioni.
Il 22 luglio successivo, il Lorient ha confermato l'ingaggio di Fofana, che si è legato al nuovo club con un contratto quadriennale. Il 16 agosto ha debuttato nella Ligue 1, sostituendo Raphaël Guerreiro nel pareggio interno per 1-1 contro il Bastia. Il 10 gennaio 2017 si è trasferito in Turchia, per giocare nel Konyaspor.
Il 20 giugno 2019 è stato reso noto il suo passaggio allo Yeni Malatyaspor.

## Statistiche

### Presenze e reti nei club
Statistiche aggiornate al 1º luglio 2019.
| Stagione          | Club              | Campionato        | Campionato | Campionato | Coppe nazionali | Coppe nazionali | Coppe nazionali | Coppe continentali | Coppe continentali | Coppe continentali | Supercoppe | Supercoppe | Supercoppe | Totale | Totale |
| Stagione          | Club              | Comp              | Pres       | Reti       | Comp            | Pres            | Reti            | Comp               | Pres               | Reti               | Comp       | Pres       | Reti       | Pres   | Reti   |
| ----------------- | ----------------- | ----------------- | ---------- | ---------- | --------------- | --------------- | --------------- | ------------------ | ------------------ | ------------------ | ---------- | ---------- | ---------- | ------ | ------ |
| 2012              | Lillestrøm        | ES                | 2          | 0          | CN              | -               | -               | -                  | -                  | -                  | -          | -          | -          | 2      | 0      |
| 2013              | Lillestrøm        | ES                | 25         | 0          | CN              | 6               | 1               | -                  | -                  | -                  | -          | -          | -          | 31     | 1      |
| 2014              | Lillestrøm        | ES                | 29         | 6          | CN              | 5               | 2               | -                  | -                  | -                  | -          | -          | -          | 34     | 8      |
| gen.-lug. 2015    | Lillestrøm        | ES                | 15         | 7          | CN              | 3               | 2               | -                  | -                  | -                  | -          | -          | -          | 18     | 9      |
| Totale Lillestrøm | Totale Lillestrøm | Totale Lillestrøm | 71         | 13         |                 | 14              | 5               |                    | -                  | -                  |            | -          | -          | 85     | 18     |
| 2015-2016         | Lorient           | L1                | 6          | 0          | CF+CdL          | 2+2             | 2+0             | -                  | -                  | -                  | -          | -          | -          | 10     | 2      |
| 2016-gen. 2017    | Lorient           | L1                | 7          | 0          | CF+CdL          | 0+1             | 0               | -                  | -                  | -                  | -          | -          | -          | 8      | 0      |
| Totale Lorient    | Totale Lorient    | Totale Lorient    | 13         | 0          |                 | 5               | 2               |                    | -                  | -                  |            | -          | -          | 18     | 2      |
| 2015-2016         | Lorient 2         | CFA               | 8          | 3          | -               | -               | -               | -                  | -                  | -                  | -          | -          | -          | 8      | 3      |
| 2016-gen. 2017    | Lorient 2         | CFA               | 2          | 1          | -               | -               | -               | -                  | -                  | -                  | -          | -          | -          | 2      | 1      |
| Totale Lorient 2  | Totale Lorient 2  | Totale Lorient 2  | 10         | 4          |                 | -               | -               |                    | -                  | -                  |            | -          | -          | 10     | 4      |
| gen.-giu. 2017    | Konyaspor         | SL                | 13         | 0          | CT              | 7               | 2               | -                  | -                  | -                  | -          | -          | -          | 20     | 2      |
| 2017-2018         | Konyaspor         | SL                | 31         | 3          | CT              | 4               | 1               | UEL                | 6                  | 0                  | ST         | 1          | 0          | 42     | 4      |
| 2018-2019         | Konyaspor         | SL                | 32         | 6          | CT              | 2               | 0               | -                  | -                  | -                  | -          | -          | -          | 34     | 6      |
| Totale Konyaspor  | Totale Konyaspor  | Totale Konyaspor  | 76         | 9          |                 | 13              | 3               |                    | 6                  | 0                  |            | 1          | 0          | 96     | 12     |
| 2019-2020         | Yeni Malatyaspor  | SL                | 0          | 0          | CT              | 0               | 0               | UEL                | 0                  | 0                  | -          | -          | -          | 0      | 0      |
| Totale            | Totale            | Totale            | 170        | 26         |                 | 32              | 10              |                    | 6                  | 0                  |            | 1          | 0          | 219    | 36     |

## Palmarès

### Club

#### Competizioni nazionali
- Coppa di Turchia: 1

Konyaspor: 2016-2017
- Supercoppa di Turchia: 1

Konyaspor: 2017